# Germania ai Giochi olimpici
La Germania ha partecipato ai Giochi olimpici per la prima volta nel 1896 ad Atene, partecipando a tutte le edizioni fino a quella del 1912, che precedette lo scoppio della prima guerra mondiale. Dopo la fine del conflitto mondiale fu esclusa per due edizioni e infine riammessa nel 1925. Nel 1936, la Germania di Hitler ospitò l'ultima edizione dei giochi prima della seconda guerra mondiale. Esclusa per la terza volta dai Giochi del 1948 per le responsabilità della guerra e perché divisa politicamente al termine della stessa, nel 1952, dato il rifiuto della Germania Est, sotto la sua bandiera gareggiano i soli atleti della Germania Ovest. Tra il 1956 e il 1964 gli atleti tedeschi partecipano sotto la bandiera della Squadra Unificata Tedesca, mentre dal 1968 al 1988 la Germania Est e la Germania Ovest partecipano separatamente ai Giochi olimpici. Le medaglie vinte da queste rappresentative non concorrono al conteggio delle medaglie vinte dalla Germania nel medagliere complessivo.
Dopo la riunificazione tedesca del 1990 la squadra olimpica della Germania tornò alle competizioni.
La Germania ha organizzato i III Giochi olimpici invernali a Garmisch-Partenkirchen e i Giochi della XI Olimpiade a Berlino, entrambi nel 1936. La Germania Ovest ha ospitato i Giochi della XX Olimpiade nel 1972 a Monaco di Baviera.

## Medagliere storico

### Medaglie alle Olimpiadi estive

Medaglie vinte dalla Germania ai Giochi Olimpici estivi tra il 1896 e il 2012:
- Tra il 1956 e il 1964, sotto i colori del Squadra Unificata Tedesca ai Giochi olimpici,
- Tra il 1968 e il 1988, somma delle medaglie della Repubblica Democratica Tedesca e della Repubblica Federale di Germania.

| Giochi                           | Oro                                 | Argento                             | Bronzo                              | Totale                              |
| -------------------------------- | ----------------------------------- | ----------------------------------- | ----------------------------------- | ----------------------------------- |
| 1896 Atene                       | 6                                   | 5                                   | 2                                   | 13                                  |
| 1900 Parigi                      | 4                                   | 2                                   | 2                                   | 8                                   |
| 1904 St. Louis                   | 4                                   | 4                                   | 5                                   | 13                                  |
| 1908 Londra                      | 3                                   | 5                                   | 6                                   | 14                                  |
| 1912 Stoccolma                   | 5                                   | 13                                  | 7                                   | 25                                  |
| 1920 Anversa                     | non partecipante                    | non partecipante                    | non partecipante                    | non partecipante                    |
| 1924 Parigi                      | non partecipante                    | non partecipante                    | non partecipante                    | non partecipante                    |
| 1928 Amsterdam                   | 10                                  | 7                                   | 14                                  | 31                                  |
| 1932 Los Angeles                 | 3                                   | 12                                  | 5                                   | 20                                  |
| 1936 Berlino (nazione ospitante) | 33                                  | 26                                  | 30                                  | 89                                  |
| 1948 Londra                      | non partecipante                    | non partecipante                    | non partecipante                    | non partecipante                    |
| 1952 Helsinki                    | 0                                   | 7                                   | 17                                  | 24                                  |
| 1956 Melbourne/Stoccolma         | come Squadra Unificata Tedesca      | come Squadra Unificata Tedesca      | come Squadra Unificata Tedesca      | come Squadra Unificata Tedesca      |
| 1960 Roma                        | come Squadra Unificata Tedesca      | come Squadra Unificata Tedesca      | come Squadra Unificata Tedesca      | come Squadra Unificata Tedesca      |
| 1964 Tokyo                       | come Squadra Unificata Tedesca      | come Squadra Unificata Tedesca      | come Squadra Unificata Tedesca      | come Squadra Unificata Tedesca      |
| 1968 Città del Messico           | non partecipante come nazione unita | non partecipante come nazione unita | non partecipante come nazione unita | non partecipante come nazione unita |
| 1972 Monaco (nazione ospitante)  | non partecipante come nazione unita | non partecipante come nazione unita | non partecipante come nazione unita | non partecipante come nazione unita |
| 1976 Montréal                    | non partecipante come nazione unita | non partecipante come nazione unita | non partecipante come nazione unita | non partecipante come nazione unita |
| 1980 Mosca                       | non partecipante come nazione unita | non partecipante come nazione unita | non partecipante come nazione unita | non partecipante come nazione unita |
| 1984 Los Angeles                 | non partecipante come nazione unita | non partecipante come nazione unita | non partecipante come nazione unita | non partecipante come nazione unita |
| 1988 Seul                        | non partecipante come nazione unita | non partecipante come nazione unita | non partecipante come nazione unita | non partecipante come nazione unita |
| 1992 Barcellona                  | 33                                  | 21                                  | 28                                  | 82                                  |
| 1996 Atlanta                     | 20                                  | 18                                  | 27                                  | 65                                  |
| 2000 Sydney                      | 13                                  | 17                                  | 26                                  | 56                                  |
| 2004 Atene                       | 13                                  | 16                                  | 20                                  | 49                                  |
| 2008 Pechino                     | 16                                  | 10                                  | 15                                  | 41                                  |
| 2012 Londra                      | 11                                  | 19                                  | 14                                  | 44                                  |
| 2016 Rio de Janeiro              | 17                                  | 10                                  | 15                                  | 42                                  |
| 2020 Tokyo                       | 10                                  | 11                                  | 16                                  | 37                                  |
| Parigi 2024                      | 12                                  | 13                                  | 8                                   | 33                                  |
| Totale                           | 213                                 | 220                                 | 255                                 | 688                                 |

### Medaglie alle Olimpiadi invernali

Medaglie vinte dalla Germania ai Giochi Olimpici invernali tra il 1928 e il 2014:
- Tra il 1956 e il 1964, sotto i colori del Squadra Unificata Tedesca ai Giochi olimpici,
- Tra il 1968 e il 1988, somma delle medaglie della Repubblica Democratica Tedesca e della Repubblica Federale di Germania.

| Giochi                                          | Oro                                 | Argento                             | Bronzo                              | Totale                              |
| ----------------------------------------------- | ----------------------------------- | ----------------------------------- | ----------------------------------- | ----------------------------------- |
| 1924 Chamonix                                   | non partecipante                    | non partecipante                    | non partecipante                    | non partecipante                    |
| 1928 St. Moritz                                 | 0                                   | 0                                   | 1                                   | 1                                   |
| 1932 Lake Placid                                | 0                                   | 0                                   | 2                                   | 2                                   |
| 1936 Garmisch-Partenkirchen (nazione ospitante) | 3                                   | 3                                   | 0                                   | 6                                   |
| 1948 St. Moritz                                 | non partecipante                    | non partecipante                    | non partecipante                    | non partecipante                    |
| 1952 Oslo                                       | 3                                   | 2                                   | 2                                   | 7                                   |
| 1956 Cortina d'Ampezzo                          | come Squadra Unificata Tedesca      | come Squadra Unificata Tedesca      | come Squadra Unificata Tedesca      | come Squadra Unificata Tedesca      |
| 1960 Squaw Valley                               | come Squadra Unificata Tedesca      | come Squadra Unificata Tedesca      | come Squadra Unificata Tedesca      | come Squadra Unificata Tedesca      |
| 1964 Innsbruck                                  | come Squadra Unificata Tedesca      | come Squadra Unificata Tedesca      | come Squadra Unificata Tedesca      | come Squadra Unificata Tedesca      |
| 1968 Grenoble                                   | non partecipante come nazione unita | non partecipante come nazione unita | non partecipante come nazione unita | non partecipante come nazione unita |
| 1972 Sapporo                                    | non partecipante come nazione unita | non partecipante come nazione unita | non partecipante come nazione unita | non partecipante come nazione unita |
| 1976 Innsbruck                                  | non partecipante come nazione unita | non partecipante come nazione unita | non partecipante come nazione unita | non partecipante come nazione unita |
| 1980 Lake Placid                                | non partecipante come nazione unita | non partecipante come nazione unita | non partecipante come nazione unita | non partecipante come nazione unita |
| 1984 Sarajevo                                   | non partecipante come nazione unita | non partecipante come nazione unita | non partecipante come nazione unita | non partecipante come nazione unita |
| 1988 Calgary                                    | non partecipante come nazione unita | non partecipante come nazione unita | non partecipante come nazione unita | non partecipante come nazione unita |
| 1992 Albertville                                | 10                                  | 10                                  | 6                                   | 26                                  |
| 1994 Lillehammer                                | 9                                   | 7                                   | 8                                   | 24                                  |
| 1998 Nagano                                     | 12                                  | 9                                   | 8                                   | 29                                  |
| 2002 Salt Lake City                             | 12                                  | 16                                  | 8                                   | 36                                  |
| 2006 Torino                                     | 11                                  | 12                                  | 6                                   | 29                                  |
| 2010 Vancouver                                  | 10                                  | 13                                  | 7                                   | 30                                  |
| 2014 Soči                                       | 8                                   | 6                                   | 5                                   | 19                                  |
| 2018 Pyeongchang                                | 14                                  | 10                                  | 7                                   | 31                                  |
| 2022 Pechino                                    | 12                                  | 10                                  | 4                                   | 26                                  |
| Totale                                          | 104                                 | 98                                  | 64                                  | 266                                 |